# Skorradalsvatn
Skorradalsvatn es un lago en el oeste de Islandia. Se encuentra en un estrecho valle entre el Hvalfjörður y el valle Reykholtsdalur (véase Reykholt). Su longitud es de alrededor de 15 km.
Alrededor del lago hay algunas montañas altas, por ejemplo Skarðsheiði. La gente a menudo se sorprende cuando ellos ven las orillas del lago que están bastante cubiertas de bosque. Eso se debe a la reforestación que fue comenzada por una iniciativa gubernamental. Consecuentemente, el valle parece un poco como las regiones alpinas, por ejemplo cerca de Salzburgo en Austria.
El lago es también un embalse de manera que el nivel de la superficie del agua ha sido elevado.
No hay pueblos en las orillas, pero sí muchas casas de veraneo.